# Lilia Solano
Lilia Clemencia Solano Ramírez (Cali, Valle, Colombia) profesora, investigadora y trabajadora de los derechos humanos, es directora de la organización de derechos humanos Proyecto Justicia y Vida que opera principalmente en los sectores marginados de Bogotá. Es filósofa de la Universidad del Valle y Politóloga de la Pontificia Universidad Javeriana, además de haber cursado estudios de postgrado en la Universidad de Toronto en Canadá. Ha ejercido la docencia universitaria en las Universidades Javeriana y Nacional de Colombia y fue directora de la Cátedra Camilo Torres Restrepo, Pensamiento de Liberación en América Latina (U. Nacional) y partícipe de los proyectos de investigación en Justicia y Economía (Toronto, Canadá). 
Como Directora del Proyecto Justicia y Vida, Lilia ha sido partícipe de la consolidación de los movimientos sociales colombianos, especialmente a través de los mecanismos de denuncia de violaciones a derechos humanos que le ha dado reconocimiento internacional por su compromiso con la transformación social en Colombia. El trabajo de Lilia Solano ha sido clave en integrar al país a los marcos del Foro Social Mundial. Ha sido invitada en varias ocasiones por la Comisión Permanente para Asuntos Latinoamericanos del Parlamento Federal Canadiense a fin de que sus puntos de vista enriquezcan la inserción de esta nación en el concierto democrático latinoamericano.

## Reconocimiento
Lilia ha sido invitada de la Oficina de las Naciones Unidas en Viena Contra la Corrupción y el Crimen Organizado (2007) y fungió como jueza del Tribunal Permanente de los Pueblos que se llevó a cabo en La Haya, Holanda en el juicio que se adelantó contra el gobierno de la presidenta de Las Filipinas, Gloria M. Arroyo (2007). Ha participado también en seminarios del Comité Continental Contra el ALCA en Cuba y en Bolivia en la Cumbre de los Pueblos con el liderazgo de los movimientos sociales de América Latina. Lilia participó y coordinó diversos seminarios en los Foros Sociales Mundiales de Porto Alegre (Brasil), Bombay (India) y Nairobi (Kenia). Ha sido expositora central en foros de carácter continental en Santiago, Chile (1997), Quito, Ecuador (2000), San Salvador, El Salvador (2003), México, DF (2003), Venezuela (2004) Hong Kong (2005). 
Lilia ha hecho una labor de coordinación de las organizaciones comunales de Ciudad Bolívar y Cazucá y una labor jurídica en defensa de los derechos de la tierra de los más desfavorecidos. Su denuncia de los atropellos de las milicias paramilitares que operan en los sectores urbanos ha sido clave en evitar la paramilitarización de Bogotá. La reivindicación de las cuestiones de género a nivel local también ha constituido una labor constante por parte de Lilia. El trabajo enmarcado en su participación del Polo Democrático Alternativo de Colombia hace de Lilia una figura de peso en el escenario nacional.
- Datos: Q5976342
- Multimedia: Lilia Solano / Q5976342